# Sandia Mountains
Die Sandia Mountains befinden sich östlich der Stadt Albuquerque im US-Bundesstaat New Mexico. Der höchste Berg dieses Gebirgszuges ist der Sandia Crest mit 3255 m Höhe. Touristisch bedeutenderer ist der Standort der Bergstation der Seilbahn Sandia Peak Tramway auf 3163 m (10'378 ft), ca. 2 km südöstlich des höchsten Punktes, der als Sandia Peak vermarktet wird, obwohl es sich nicht um einen Berggipfel (Peak) im eigentlichen Sinne handelt. Am Osthang des Sandia Peak befindet sich das gleichnamige Skigebiet.
Die Sandia Peak Tramway verbindet den Berggrat mit dem westlich liegenden Tal des Rio Grande und der Stadt Albuquerque. An der Bergstation der Bahn befinden sich ein Restaurant und Picknick-Plätze. Das Skigebiet auf der Ostseite des Berges ist durch eine weitere Seilbahn sowie diverse Liftanlagen erschlossen.
Die Sandia Mountains eignen sich zu vielerlei Freizeitaktivitäten, unter anderem zum Mountain-Biking, Wandern und im Winter auch zum Skifahren.
Der Name des Bergmassivs stammt ursprünglich aus dem Spanischen und bedeutet Wassermelone. Vermutlich gaben die ersten spanischen Entdecker dem Gebirge diesen Namen aufgrund des Rotschimmers der Berge bei Sonnenuntergang.